# Sava Vladislavitj

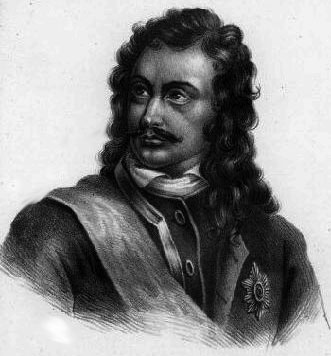
Count Savva Vladislavitj-Raguzinskij

Greve Savva Lukitj Vladislavitj-Raguzinskij, född 1669 i Herceg Novi, Venedig, död den 17 juni 1738 i Sankt Petersburg, Ryska imperiet, var en bosnienserbisk affärsman som var anställd av Peter den Store och som skötte viktiga förhandlingar i Konstantinopel, Rom och Peking. Han är mest känd för Kiakhta-fördraget, vilket reglerade relationerna mellan Ryska imperiet och Qing-imperiet fram till mitten av 1800-talet.